# America's Next Top Model (ottava edizione)
L'ottava edizione di America's Next Top Model, è stata trasmessa dal 28 febbraio al 16 maggio 2007 sul canale The CW.

La destinazione internazionale di questa edizione è stata Sydney, in Australia, ed i premi per la vincitrice sono stati: un contratto di rappresentanza con l'agenzia di modelle Elite Model Management, una copertina e sei pagine su Seventeen e un contratto da 100.000,00 $ con la casa di cosmetici CoverGirl.

L'episodio finale ha avuto più di 6,6 milioni di spettatori, che rappresenta un record sia per il network sia per la produzione in generale.

A trionfare in questa edizione è stata la ventenne Jaslene González da Chicago, in Illinois, ma originaria di Porto Rico.

Il 4 dicembre 2018, l'ex concorrente Jael Strauss muore all'età di 34 anni a causa di un cancro al seno diagnosticato tardi. La giovane era stata precedentemente protagonista di una triste vicenda legata all'abuso di droghe pesanti.

## Concorrenti
| Concorrente              | Età1 | Altezza | Residenza                | Posizione                  |
| ------------------------ | ---- | ------- | ------------------------ | -------------------------- |
| Kathleen DuJour          | 20   | 179 cm  | Brooklyn, New York       | Eliminata nell'episodio 2  |
| Samantha Francis         | 19   | 178 cm  | Pinson, Alabama          | Eliminata nell'episodio 3  |
| Cassandra Watson         | 24   | 179 cm  | Seattle, Washington      | Eliminata nell'episodio 4  |
| Felicia Provost          | 19   | 178 cm  | Houston, Texas           | Eliminata nell'episodio 5  |
| Diana Zalewski           | 21   | 185 cm  | Garfield, New Jersey     | Eliminata nell'episodio 6  |
| Sarah VonderHaar         | 20   | 176 cm  | Lake Zurich, Illinois    | Eliminata nell'episodio 7  |
| Whitney Cunningham       | 21   | 178 cm  | West Palm Beach, Florida | Eliminata nell'episodio 8  |
| Jael Strauss             | 22   | 180 cm  | Detroit, Michigan        | Eliminata nell'episodio 9  |
| Brittany Hatch           | 21   | 180 cm  | Savannah, Georgia        | Eliminata nell'episodio 11 |
| Dionne Walters           | 20   | 183 cm  | Montgomery, Alabama      | Eliminata nell'episodio 12 |
| Renee Alway              | 20   | 179 cm  | Maui, Hawaii             | Eliminata nell'episodio 13 |
| Natalia "Nataša" Galkina | 21   | 174 cm  | Dallas, Texas            | Seconda classificata       |
| Jaslene González         | 20   | 175 cm  | Chicago, Illinois        | Vincitrice                 |

 1 L'età delle concorrenti si riferisce all'anno della messa in onda del programma

## Makeover
- Brittany: Extension e tintura rosso mogano (poi rimosse a causa del fastidio)
- Cassandra: Extension ricce
- Diana: Extension
- Dionne: Capelli molto corti
- Felicia: Capelli tinti di nero e aggiunta di frangia
- Jael: Extension castane (poi tolte e sostituite da un taglio cortissimo)
- Jaslene: Stiratura
- Nataša: Capelli tinti color cioccolato e aggiunta di frangia
- Renee: Capelli molto corti
- Sarah: Capelli molto corti e tinti color cioccolato
- Whitney: Extensions e volume

## Ordine di eliminazione
| Ordine | Episodi   | Episodi   | Episodi   | Episodi   | Episodi  | Episodi  | Episodi  | Episodi  | Episodi  | Episodi  | Episodi | Episodi | Episodi |
| Ordine | 1         | 2         | 3         | 4         | 5        | 6        | 7        | 8        | 9        | 11       | 12      | 13      | 13      |
| ------ | --------- | --------- | --------- | --------- | -------- | -------- | -------- | -------- | -------- | -------- | ------- | ------- | ------- |
| 1      | Nataša    | Jaslene   | Jaslene   | Brittany  | Renee    | Nataša   | Jael     | Dionne   | Nataša   | Jaslene  | Renee   | Jaslene | Jaslene |
| 2      | Kathleen  | Brittany  | Felicia   | Jael      | Nataša   | Dionne   | Nataša   | Nataša   | Renee    | Nataša   | Jaslene | Nataša  | Nataša  |
| 3      | Sarah     | Felicia   | Diana     | Sarah     | Brittany | Brittany | Dionne   | Brittany | Jaslene  | Renee    | Nataša  | Renee   |         |
| 4      | Cassandra | Diana     | Renee     | Dionne    | Whitney  | Jaslene  | Brittany | Renee    | Dionne   | Dionne   | Dionne  |         |         |
| 5      | Renee     | Samantha  | Brittany  | Felicia   | Jaslene  | Sarah    | Renee    | Jaslene  | Brittany | Brittany |         |         |         |
| 6      | Samantha  | Cassandra | Cassandra | Renee     | Jael     | Renee    | Jaslene  | Jael     | Jael     |          |         |         |         |
| 7      | Dionne    | Renee     | Dionne    | Whitney   | Diana    | Jael     | Whitney  | Whitney  |          |          |         |         |         |
| 8      | Whitney   | Sarah     | Jael      | Nataša    | Sarah    | Whitney  | Sarah    |          |          |          |         |         |         |
| 9      | Brittany  | Dionne    | Whitney   | Jaslene   | Dionne   | Diana    |          |          |          |          |         |         |         |
| 10     | Felicia   | Whitney   | Sarah     | Diana     | Felicia  |          |          |          |          |          |         |         |         |
| 11     | Jael      | Nataša    | Nataša    | Cassandra |          |          |          |          |          |          |         |         |         |
| 12     | Jaslene   | Jael      | Samantha  |           |          |          |          |          |          |          |         |         |         |
| 13     | Diana     | Kathleen  |           |           |          |          |          |          |          |          |         |         |         |

- Nell'episodio 1, il gruppo delle 33 ragazze è stato ridotto alle 13 che hanno preso parte alla competizione. La prima eliminazione non ha rispecchiato le loro prestazioni durante la settimana.
- L'episodio 10 è stato il riassunto della stagione.

     La concorrente è stata eliminata
     La concorrente ha vinto la competizione

## Servizi fotografici
- Episodio 1: Festa in piscina.
- Episodio 2: Disputa politica.
- Episodio 3: Stereotipi delle Scuole superiori.
- Episodio 4: Coperte da soli dolciumi.
- Episodio 5: Vittime di un crimine.
- Episodio 6: Cambio di genere.
- Episodio 7: Quattro foto per quattro cambi di personalità.
- Episodio 8: Momenti indimenticabili di ANTM con le concorrenti delle passate edizioni.
- Episodio 9: Pubblicità per CoverGirl.
- Episodio 11: In costume per riviste di moda maschile e femminile.
- Episodio 12: Danze aborigene.
- Episodio 13: Pubblicità per CoverGirl e copertina per Seventeen

## Carriera post reality
- La finalista Nataša Galkina ha firmato un contratto con Red Model Management in New York City, con lo pseudonimo di "Alie M". Precedentemente ha lavorato per MUSE Modeling Agency in New York, MGMT First in New York City, Ace Model Management ad Atene e Beatrice International Models a Milano. Ha inoltre sfilato per D&G, Valentino, Chanel, Cavalli, Anna Sui, and Dior. È inoltre apparsa in molti editoriali per Vogue Italia così come ragazza copertina per Vogue In Russia, Teen Vogue e I-D Magazine. Galkina inoltre è apparsa in una campagna per Roberto Cavalli "Estate 2010" insieme con Kate Moss e Lily Cole.
- Samantha Francis è sotto contratto con Fusion Model Management in New York City, Apple Model Management in Bangkok e Style International Management in Hong Kong. Ha lavorato precedentemente con Elite Model Management in New York. È comparsa come "Top Model in Azione" durante la stagione 13 del reality.
- Jaslene González è attualmente sotto contratto con MC2 Models in New York, Faces Model Management in Malaysia ed Exodus Model Management.